# Desa Putukrejo (administrativ by i Indonesien, lat -8,24, long 112,46)
Desa Putukrejo är en administrativ by i Indonesien.   Den ligger i provinsen Jawa Timur, i den västra delen av landet, 700 km öster om huvudstaden Jakarta.